# دانیل کروستا
دانیل کروستا (انگلیسی: Daniele Crosta؛ زادهٔ ۵ مهٔ ۱۹۷۰) ورزشکار شمشیربازی اهل ایتالیا است.
وی در مسابقات کشوری و بین‌المللی در مجموع برندهٔ ۱ مدال برنز شده‌است.